# Socialism
Socialism (från det latinska ordet socius, vilket betyder kamrat) är ett samlingsnamn för ekonomisk och politisk filosofi med målet att skapa ekonomisk jämlikhet och social rättvisa. Detta tillämpas i olika socialistiska samhällssystem som kännetecknas av att de viktigaste produktionsmedlen ägs gemensamt istället för privat. En grundläggande tanke är att stater eller kollektiv är bättre på att lösa ekonomiska och sociala problem än enskilda individer. Socialism betonar att resurser, makt och välfärd ska fördelas så att hela samhället gynnas.
Som ekonomiskt system är socialism ett alternativ till kapitalism. Kapitalism bygger på vinstdriven produktion och marknadsekonomi, vilket socialismen kritiserar, särskilt hur makt och resurser fördelas.
Socialismen växte fram i början av 1800-talet under den industriella revolutionen. Karl Marx och Friedrich Engels var två viktiga teoretiker. I Det kommunistiska manifestet (1848) och Kapitalet (1867) formulerade de en teori om klasskamp. De menade att arbetarklassen (proletariatet) skapar värde genom arbete som kapitalister (bourgeoisien) utnyttjar för egen vinning. Marx och Engels ansåg att kapitalismen leder till ojämlikhet och förtryck. Deras idéer blev grunden för revolutionär socialism och påverkade senare även reformistiska rörelser som socialdemokratin.

## Etymologi och definitioner
Ordet socialism kommer från latinets "socius", som betyder följesman eller kamrat vilket i sin tur kommer av "sequere" som betyder att följa. Den första historiskt belagda förekomsten av termen "socialism" är från 1753, då på latin och i nedsättande mening. Några år senare användes det för första gången på italienska.
Ordet tolkas idag mycket brett. De partier, grupper och idéströmningar som idag kallar sig socialistiska kan vara reformistiska eller revolutionära och motsvara det som också kan kallas socialdemokrati, kommunism eller anarkism.
Det finns ingen allmänt accepterad definition av ett socialistiskt samhälle och vad som utmärker det. De banbrytande teoretikerna Marx och Engels gjorde ingen skillnad mellan socialism och kommunism, medan Lenin, som ledde den ryska  oktoberrevolutionen 1917, såg socialismen som ett förstadium till kommunism.
Termen "realsocialism" eller "reellt existerande socialism" användes av ledningen i nittonhundratalets Sovjetunionen och det till Sovjetunionen knutna Östeuropa för att skilja de faktiska samhällsförhållandena från den abstrakta teori som presenterats av Marx. Socialister utanför de Sovjet-trogna kommunistpartierna har ofta hävdat att dessa samhällen inte borde kallas socialistiska, utan i stället sett dem som till exempel "degenererade arbetarstater" eller "statskapitalistiska".
Stater som enligt den egna konstitutionen är kommunistiska eller socialistiska har ofta ordet folkrepublik i sitt namn.
Även stater där kapitalismen är delvis reglerad av staten kallas ibland socialistiska, både av sina motståndare och av människor eller grupper som vill framhålla dem som ideal. Samhällen där staten till vissa delar försöker påverka utvecklingen i ett huvudsakligen marknadsekonomiskt system kallas blandekonomier.  Under 1950-talet var socialism ett begrepp som låg i tiden och användes exempelvis av Sihanouk för att beskriva sin inrikespolitik i Kambodja, en politik som av många istället skulle falla under begreppet konservativ. Ordet socialism finns också i namnet på partier och ideologier som kallas nationalsocialitiska, där det mest kända är det tyska nazistpartiet NSDAP (1920-1945). I det fallet var ordet socialism i namnet ett arv från partiets första tid, och nazistpartiets mål och ideologi hade ingenting gemensamt med det som i alla andra sammanhang kallas socialism.

## Historik

### Föregångare
Socialistiska tankegångar kan spåras ända tillbaka till Platons verk Staten där han presenterar sin idealbild av ett samhälle. Ett av de grundläggande dragen hos detta samhälle är just egendomsgemenskap.
I Nya Testamentet kan man finna socialistiska värdegrunder. Till exempel i en historia i Apostlagärningarna kapitel 4 vers 32–35. där man använder sig av principen "Från var och en efter förmåga till var och en efter behov". Det tyska bondeupproret under 1500-talet gick fram under den förvånansvärt moderna devisen Omnia Omnibus vilket är latin för "Allt åt alla!" Den engelska gruppen Diggers skulle närmast kunna kallas "agrarkommunistisk" med sina krav på allmänt ägande och bruk av jorden.[källa behövs]

### Det tidiga 1800-talets "utopiska" socialister

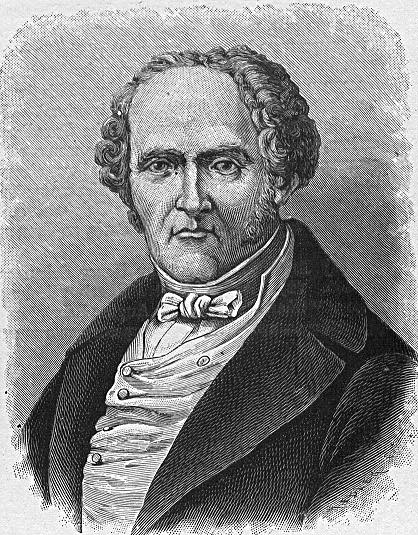
Charles Fourier, tidig fransk socialistisk tänkare.

I början av 1800-talet utvecklades tankar om ett rättvist samhälle utan förtryck av bland andra Robert Owen, Henri de Saint-Simon och Charles Fourier. Deras idéer kom senare att kallas utopisk socialism, en beteckning som inledningsvis sågs som nedvärderande och som sedan har levt vidare. Den förste av dem var den brittiske industrimannen Robert Owen, som ville göra sitt bomullsspinneri till en mönsteranläggning med kortare arbetsdag, värdiga bostäder, skolundervisning och andlig fostran och argumenterade för att människan och hennes arbete bara kunde komma till sin rätt i små idealsamhällen  ("kommuniteter") med upp till 2000 invånare. Fransmannen Henri de Saint-Simon tryckte på statens roll både för att tämja marknaden och för att främja industrin, en föreställning som med honom kom att ses som socialistisk.

### Kommunistiska manifestet och Första internationalen

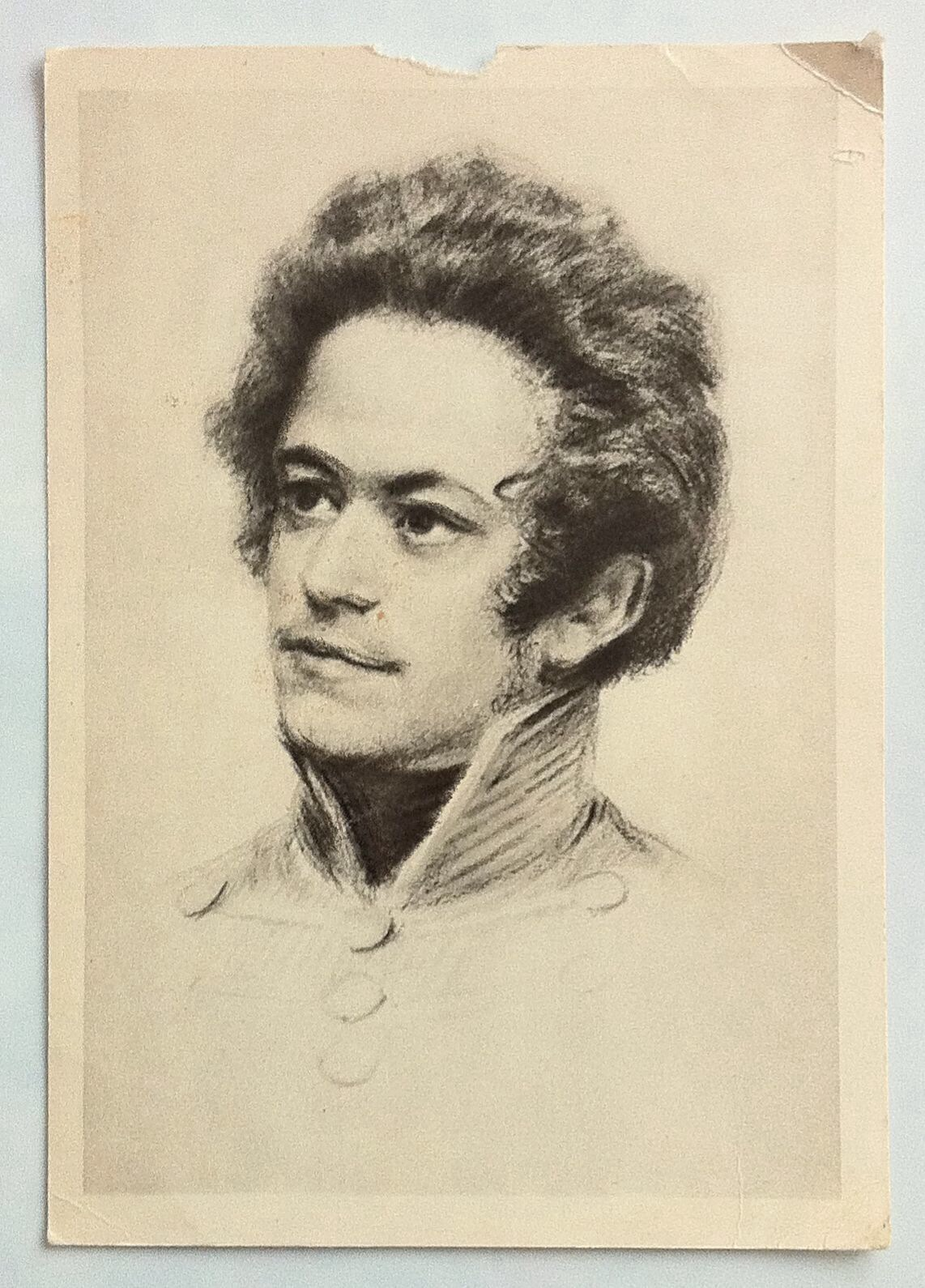
En ung Karl Marx.

1848 skrevs Kommunistiska manifestet av Karl Marx och Friedrich Engels på uppdrag av den internationella organisationen Kommunisternas Förbund. Dess första kapitel inleds med den kända frasen "Historien om alla hittillsvarande samhällen är historien om klasskamp". Orden socialism och kommunism användes där synonymt men Engels förklarade 1890 att manifestet kallats kommunistiskt eftersom han och Marx såg den tidiga socialismen som en borgerlig rörelse, till skillnad från kommunismen som sågs som en arbetarrörelse.
Karl Marx kom att få mycket stor betydelse för den socialistiska rörelsen och teorin. Han och hans samarbetspartner Engels särskiljde sig från tidigare socialistiska tänkare genom att betona att det eftersträvade rättvisa samhället endast kunde skapas genom klasskamp och inte genom skapandet av modellsamhällen som skulle inspirera till efterföljd. De framhöll sin analys av historien som vetenskaplig och byggd på materialism i stället för idealism.
År 1864 grundades "Internationella arbetarorganisationen", vanligen kallad Första internationalen, av ett antal brittiska och franska fackföreningsledare. Organisationen skakades redan från början av konflikter mellan olika uppfattningar om både mål och medel. Marx utarbetade programmet som förespråkade att arbetarklassen skulle befria sig genom att ta över produktionsmedlen. Kritik mot programmet fördes fram av de ledande medlemmarna Pierre-Joseph Proudon, Auguste Blanqui och Mikhail Bakunin.

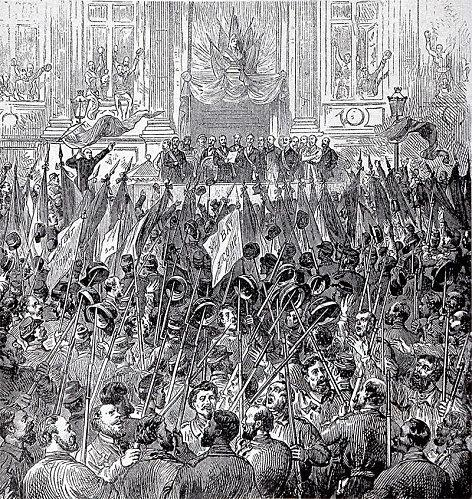
Firande av att kommunrådet valdes. Pariskommunnen 28 mars 1871.

### Pariskommunen och dess följder
Efter Frankrikes nederlag i fransk-tyska kriget våren 1871 gjorde radikala franska soldater, arbetare och småborgare uppror och utropade i Paris en revolutionär styrelse kallad Pariskommunen. Dess program var uttalat socialistiskt. Pariskommunen slogs ner med våld av fransk militär under La semaine sanglante ("Den blodiga veckan") som började den 21 maj 1871. Nederlaget var ett hårt slag för den franska arbetarrörelsen och för Första internationalen där franska arbetare spelat en viktig roll. Första internationalen försvagades också av inre konflikter, där den viktigaste var mellan å ena sidan Marx och hans anhängares syn på behovet av ett arbetarparti och å andra sidan Bakunins anarkism. Internationalen upplöstes år 1876.

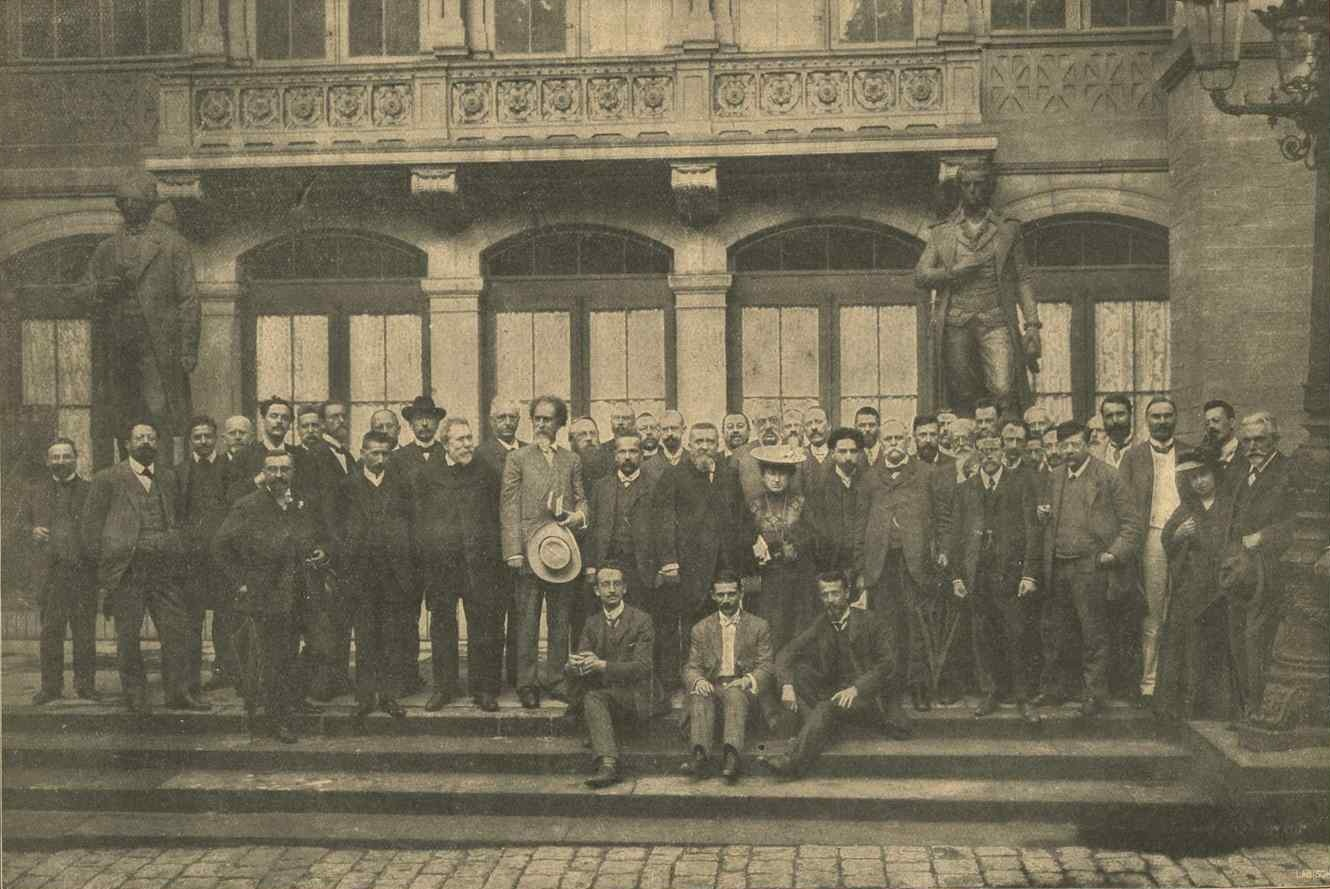
Delegater vid 1907 års internationella socialistkongress i Stuttgart, Tyskland.

### Andra internationalen
Under 1800-talets sista decennier växte det fram stora arbetarpartier i de allt mer industrialiserade europeiska länderna. 1889 grundades den socialistiska Andra internationalen av ett antal  huvudsakligen europeiska masspartier som kallades socialdemokratiska. Som en annan gren inom den socialistiska rörelsen bildades anarkistiska och syndikalistiska sammanslutningar. De ingick inte i internationalen.
Benämningen "socialdemokrat" hade en helt annan betydelse 1889 än vad den har idag. Internationalen byggde inledningsvis på Marx teorier och ville åstadkomma en socialistisk samhällsomdaning genom arbetarklassens revolution. Redan från början fanns dock även grupper som såg reformer som en väg till socialism, och med tiden blev det reformistiska synsättet starkare. En av marxismens viktigaste kritiker var tysken Eduard Bernstein.

Andra internationalen manade till kamp för allmän rösträtt och fackliga rättigheter och mot militarism och krigshot. Den internationella sammanhållningen bröts när första världskriget bröt ut 1914 och de flesta medlemsorganisationerna stödde sina nationella regeringars krigspolitik. Samtidigt fördjupades klyftan mellan reformister och revolutionärer, både mellan och inom partier, och Andra internationalen föll sönder.
| Rosa Luxemburg. |  | Karl Liebknecht. |
| Rosa Luxemburg. |  | Karl Liebknecht. |

### Revolution i Ryssland och Tyskland
Hösten 1917 tog det kommunistiska bolsjevikpartiet makten i Ryssland genom ryska revolutionen, vars avgörande fas kallas oktoberrevolutionen. Dess viktigaste ledare var Vladimir Lenin och Lev Trotskij. Efter ett flerårigt inbördeskrig omvandlades det ryska väldet under Lenins ledning till enpartistaten Sovjetunionen.
 

Hösten 1918 gjorde soldater och arbetare i Tyskland uppror och upprättade socialistiska arbetarråd i flera städer. Kejsaren abdikerade och det socialdemokratiska partiet utropade republik. Det rådde stora motsättningar mellan socialdemokraterna och de revolutionära delarna av vänstern, och i januari 1919 startade ett nytt uppror, lett av det kommunistiska Spartacusförbundet. Upproret slogs ned av den socialdemokratiskt styrda staten och dess ledare Rosa Luxemburg och Karl Liebknecht mördades.
| Lev Trotskij. |  | Vladimir Lenin. |
| Lev Trotskij. |  | Vladimir Lenin. |

### Tredje och fjärde internationalen
Erfarenheterna från de ryska och den tyska revolutionerna befäste splittringen inom den socialistiska rörelsen mellan å ena sidan socialdemokratiska och reformistiska partier, å andra sidan kommunister och andra revolutionära grupperingar. Den ryska revolutionen i januari 1918 gav snart upphov till kommunistpartier i en stor mängd länder, och en våg av revolutioner fram till mitten av 1920-talet. 1919 organiserade Lenin och Trotskij världens kommunistpartier i en internationell sammanslutning: Kommunistiska internationalen (Komintern), även kallad Tredje internationalen. Den ryska revolutionen påverkade även revolutionära förlopp i andra länder, och få kommunister tvivlade nämligen på att den ryska revolutionen var beroende av framgångsrika socialistiska revolutioner i länder som var mer utvecklade än Ryssland. Den tyska revolutionen 1918-1919 ersatte Tysklands kejserliga regering med en republik. Revolutionen pågick från november 1918 till upprättandet av Weimarrepubliken i augusti 1919. Den innefattade en episod som kallas den bayerska rådsrepubliken och spartakistupproret. En kortlivad ungersk sovjetrepublik upprättades också i Ungern 21 mars till 1 augusti 1919. I Italien kännetecknades de efterföljande händelserna som kallas Biennio Rosso av masstrejker, demonstrationer och självförvaltningsexperiment genom mark- och fabriksockupationer. I Turin och Milano bildades råd och många fabriksockupationer ägde rum under ledning av anarkosyndikalister organiserade kring Unione Sindacale Italiana. Men det fanns också en lång rad liknande händelser i Asien så väl som Europa. Efter Lenins död 1924 leddes Sovjetunionen av Josef Stalin, vars politik också styrde Komintern. En vänsteropposition ledd av Trotskij drev en annan linje men misslyckades, och 1938 bildades på Trotskijs initiativ en ny revolutionär international, Fjärde internationalen.

### Socialdemokratins internationella organisationer
1923 återskapades den socialdemokratiska Andra internationalen under namnet Socialistiska arbetarinternationalen. Den upphörde i praktiken 1940 och upplöstes formellt 1947. I dess efterföljd grundades 1951 Socialistinternationalen som organiserade som mest cirka 150 partier i 80 länder på alla kontinenter. Efter intern kritik mot att odemokratiska partier tilläts vara medlemmar i Socialistinternationalen grundades år 2013 den alternativa organisationen Progressiva alliansen som år 2022 hade 140 medlemsorganisationer. Bland de socialdemokratiska partier som lämnade Socialistinternationalen och i stället anslöt sig till Progressiva alliansen fanns det tyska SPD och de svenska socialdemokraterna.

### Den socialistiska rörelsen idag
Inom den i vid mening socialistiska rörelsen finns idag en mängd grupper och partier med olika politiska teorier och samhällssyn. Bland dem finns både reformister och revolutionärer. Socialdemokratin är den dominerande inriktningen och präglas av reformism. Dessutom finns en mängd partier och grupper med olika beteckningar som exempelvis kommunistisk, syndikalistisk eller anarkistisk. Ordet socialism används i en rad olika kombinationer till exempel demokratisk socialism och frihetlig socialism. Grupperingar, teorier och idétraditioner benämns ofta efter sina grundare eller förgrundsgestalter, exempelvis marxism, leninism, marxism-leninism, maoism, stalinism, trotskism som alla är i någon mening revolutionära. Ingen av dessa benämningar har någon entydig definition.

## Socialism som politisk teori

Den röda stjärnan, en annan vanlig symbol för socialismen.

Den socialistiska idétraditionen innehåller många och delvis oförenliga värderingar och samhällsanalyser. Markus Furendal, doktor i statsvetenskap, formulerar socialismens centrala värden som jämlikhet, demokrati och solidaritet. Jenny Andersson, professor i idé och lärdomshistoria, trycker på tanken om arbetets betydelse. Arbetet skapar centrala värden i samhället, skänker värdighet åt individen och kan skapa samhällelig gemenskap.
De socialistiska pionjärerna Marx och Engels formulerade en samhällsanalys med olika klasser, definierade genom sin roll inom produktionen. De såg en i grunden olöslig konflikt mellan å ena sidan de människor som genom sitt arbete skapade samhällets tillgångar och å andra sidan det kapitalistiska samhällssystem som exploaterar detta arbete. För att samhället ska kunna bli jämlikt, demokratiskt och solidariskt måste kapitalismen avskaffas, och Marx och Engels såg det klasslösa samhället som ett slutmål. Kapitalismen, eller i varje fall en otyglad kapitalism, ses som ett hot även för sådana socialister som inte ser detta slutmål. Mycket av socialistisk politik går därför ut på att på olika sätt skydda arbetet och dess resultat från kapitalistisk exploatering och på att värna de grundläggande värderingar som ses som hotade av kapitalismen.
Det finns en mängd partier, grupper och idéströmningar som kallar sig socialistiska och existerar inom kapitalistiska samhällen med mer eller mindre utvecklad liberal demokrati. De kan arbeta för olika mål: en delvis styrd kapitalism, gradvis avskaffande av kapitalismen genom reformer eller en total samhällsomvandling genom revolution. Gränserna mellan de olika inriktningarna är inte alltid tydliga och en och samma organisation kan ge uttryck för både kortsiktig reformvilja och målet att på lång sikt avskaffa kapitalismen. Mycket av diskussionerna inom den i vid mening socialistiska rörelsen handlar om medel och strategier för att uppnå ett samhälle där skillnaderna mellan olika samhällsklasser är utplånade eller åtminstone kraftigt minskade.

### Socialdemokrati
Ordet socialdemokrati syftar idag på reformistiskt inriktade partier med socialistisk grundsyn. De arbetar för samhällelig styrning av ekonomin och rättvis fördelning av produktionsresultatet och vill åstadkomma detta inom ramen för den liberala demokratin. Som ett exempel betecknar sig det svenska socialdemokratiska partiet (SAP) sig som demokratiska socialister och anger att man arbetar för frihet, jämlikhet, solidaritet och demokrati i Sverige och resten av världen. Tidigare har även mer revolutionärt inriktade idéer inrymts inom det som kallats socialdemokrati.

#### Bakgrund
Den socialdemokratiska politiska teorin och samhällsanalysen växte fram under artonhundratalet och har sitt ursprung i den utopiska socialismen och, från århundradets mitt, i Karl Marx materialistiska historiesyn. Till skillnad från Marx ansåg denna gren av rörelsen att socialister gradvis skulle kunna erövra staten och skapa ett gott och rättvist samhälle utan revolution. Det första parti som idag ses som socialdemokratiskt bildades i Preussen 1863 av Ferdinand Lassalle. 1875 gick det partiet ihop med ett revolutionärt parti i det nya förenade tyska riket och det nya partiet kallade sig socialdemokratiskt. Liknande socialdemokratiska partier bildades i åtskilliga andra länder, bland annat i Norden och i Ryssland, och 1889 grundades deras sammanslutning Andra internationalen. Inom Andra internationalen fortsatte motsättningarna mellan reformister och revolutionärer, och i det dominerande tyska partiet inleddes 1899 det som kallas revisionismstriden genom att Eduard Bernstein publicerade en skrift som kritiserade Marx analys på flera punkter. Enligt Bernstein borde socialdemokrater inte arbeta för revolution utan i stället driva på successiva förbättringar av arbetarklassens ställning, vilket till slut skulle leda fram till ett socialistiskt samhälle. Det engelska arbetarpartiet Labour Party bildades 1906 och hade redan från början en reformistisk inriktning. Den avgörande brytningen mellan reformister och revolutionärer skedde i samband med ryska revolutionen 1917, och sedan dess utgör socialdemokrati och kommunism olika, och ofta oförsonliga, grenar av socialismen.

#### Socialdemokratin efter 1917
De socialdemokratiska partierna i Nordeuropa har av tradition en stark koppling till fackföreningsrörelsen, något som i Sverige benämns facklig-politisk samverkan. Under 1920- och 1930-talen accepterade socialdemokraterna i Norden att styra landet som minoritetsregering eller i samarbete med bondepartier. Under 1950- och 1960-talen gav den ekonomiska tillväxten utrymme för uppbygget av en välfärdsstat enligt socialdemokraternas program, och socialdemokraterna fick stort stöd av väljarna. Denna politik bromsades i början av 1970-talet genom att oljekrisen begränsade reformutrymmet. I slutet av 1990-talet vann de socialdemokratiska partierna nya framgångar genom anpassning mot mitten, men under 2000-talet har deras väljarstöd dalat.
Förutom i Norden har socialdemokratiska partier av tradition en stark ställning i bland annat Tyskland (SPD),  Storbritannien (Labour Party) och Australien (Australian Labor Party).
Sedan 1951 har socialdemokratiska partier varit organiserade i Socialistinternationalen som organiserade som mest cirka 150 partier i 80 länder på alla kontinenter. På 1970-talet leddes organisationen av den förre västtyske förbundskanslern Willy Brandt och svensken Bernt Carlsson och var under denna period starkt inriktad på global politik och utjämning mellan industrinationer och tredje världens fattiga länder. Organisationen var långt ifrån homogen och omfattade även partier som inte motsvarade traditionella socialdemokratiska ideal och som av andra medlemmar uppfattades som odemokratiska. 2013 lämnade ett stort antal socialdemokratiska partier socialistinternationalen och bildade Progressiva alliansen, som omfattar demokratiskt arbetande partier som inte behöver vara uttalat socialdemokratiska.
Bland internationellt framstående socialdemokrater från Norden finns Olof Palme (svensk statsminister 1969-1976 och 1982-1986), Jan Eliasson (vice generalsekreterare för FN 2012–2016), Gro Harlem Brundtland (tidigare norsk statsminister, generaldirektör för WHO 1998–2003) och Jens Stoltenberg (tidigare norsk statsminister, generalsekreterare för Nato sedan 2014).

### Övrig reformistisk socialism
Inom den tidiga arbetarrörelsen fanns en viktig strömning som ville avskaffa kapitalismen genom reformer. Denna målsättning finns eller har funnits även hos partier som kallat sig socialistiska eller kommunistiska under 1900-talet och 2000-talet. Under 1970-talets andra hälft sökte sig kommunistpartierna i Frankrike, Italien och Spanien nya vägar som innebar en mer eller mindre radikal brytning med Sovjetunionens inflytande över den kommunistiska politiska teorin. Inriktningen kallades Eurokommunism och innebar att kommunistpartierna accepterade att arbeta inom det parlamentariska systemet och även kunde tänka sig valsamarbete och allianser med icke-socialistiska partier. Eurokommunism som begrepp förlorade sin aktualitet i och med Sovjetunionens fall. De flesta gamla kommunistpartier har övergivit sin gamla beteckning och driver reformkrav inom ramen för den liberala demokratin. Ett exempel är det svenska Vänsterpartiet, som i sitt partiprogram (2016) anger målet att avskaffa kapitalismen och införa socialism, samtidigt som man presenterar en rad reformer som man vill genomföra inom det kapitalistiska systemet.
Indiens kommunistparti (CPI) arbetar ända sedan självständigheten 1947 inom det parlamentariska systemet och har i flera omgångar haft regeringsmakten i Kerala och även andra delstater, ensamt eller i koalition med andra partier. 1964 splittrades partiet. Det större av de två nya partierna var CPI(M), som år 1977 vann majoritet i Västbengalens delstatsparlament och som behöll denna position tills man blev bortröstade 2011. Detta är den längsta period som något kommunistiskt parti i världen har innehaft regeringsmakten baserat på allmänna val. Sedan cirka 2010 har båda de indiska kommunistparitierna förlorat kraftigt i väljarstöd.

Den röda flagga, en vanlig symbol för socialismen.

Medan det i andra områden och världsdelar bildades särpräglade former av socialism under 1900-talet uppstod inget sådant i Asien. Ett flertal länder blev dock kommunistisk styrda, men i övrigt var Japan det enda landet där ett socialistiskt parti fick en betydande och bestående efterföljare.

### Revolutionär socialism
Inom den socialistiska rörelsen finns en rad teoretiker och organisationer som ser det som omöjligt att avskaffa kapitalismen genom reformer. De arbetar i stället för en drastisk samhällsomvandling genom revolution. Hur detta ska gå till och hur det framtida socialistiska samhället ska se ut finns det många olika uppfattningar om. 
Många revolutionära socialister utgår från Marx, men gör olika tolkningar av vad som är centralt i hans skrifter. En del av dem ser nutida eller tidigare försök att skapa socialistiska samhällen som ideal och hämtar sina idéer från ledarna för det tidiga Sovjetunionen eller Kina, framför allt Lenin och Mao. Andra hämtar sina teorier från revolutionära ledare som misslyckats med att skapa de samhällen de arbetat för, till exempel Lev Trotskij och Rosa Luxemburg. Anarkister förkastar de marxistiska tankarna om en stat styrd av arbetarklassen och vill i stället att revolutionen ska leda till att staten avskaffas.

## Socialism som samhällssystem
Inom den socialistiska idétraditionen finns tanken på att kapitalismen ska ersättas med ett samhälle där både produktionssättet och maktförhållandena är radikalt annorlunda. Det finns många teorier om hur ett sådant socialistiskt samhälle skulle organiseras, och det finns också ett antal stater där tankarna om ett socialistiskt samhälle har omsatts i praktiken. Inom detta fält finns stora skillnader i både teori och praktik.

### Teorier om det socialistiska samhället

#### Marx och Engels

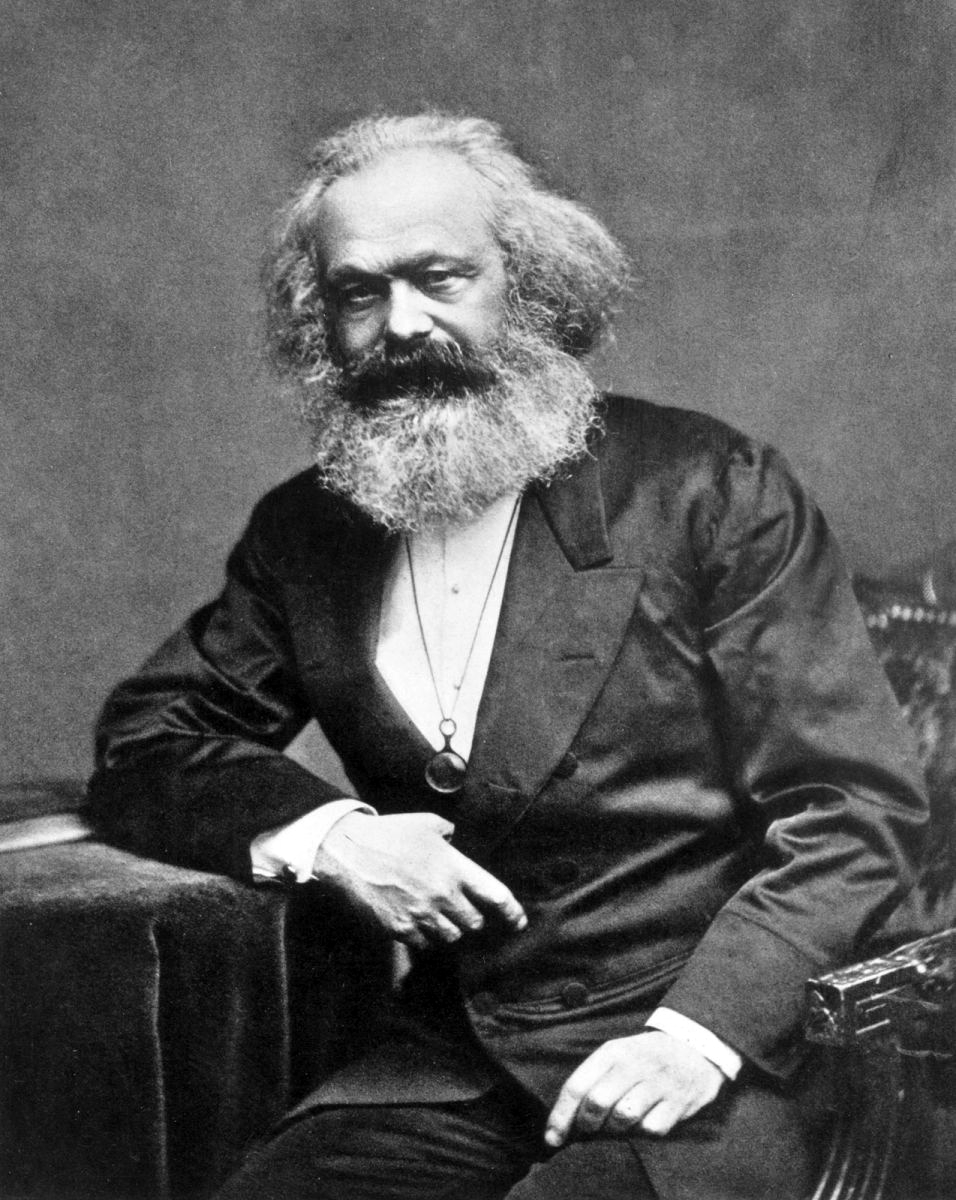
Karl Marx 1875.

Marx och Engels använde termerna "socialism" och "kommunism" synonymt och syftade då på ett produktionssätt där produktionen styrdes av människors behov i stället för att, som under kapitalismen, styras av försäljning på en marknad. Detta kan inte genomföras förrän kapitalismen har byggt upp tillräckliga materiella och kulturella/kunskapsmässiga förutsättningar.[källa behövs]
De skrev mycket litet om hur ett sådant samhälle skulle kunna organiseras, utan såg det som en fråga för demokratiska beslut efter det att kapitalismen störtats. Marx krävde yttrandefrihet och medborgerliga rättigheter och kritiserade militära skräckvälden. Engels å sin sida kritiserade starkt den utopiska socialismen.
De olika riktningar och rörelser som hävdar sig som marxister grundar sig inte alltid på Marx ursprungliga verk och teorier. Bland annat finns vitt skilda uppfattningar om hur utvecklat samhället behöver vara för att kunna möjliggöra en övergång till socialism.

#### Lenin

Vladimir Lenin i Schweiz 1916.

Lenin definierade socialism som kommunismens första stadium, då proletariatet (arbetarklassen) hade makten men där man ännu inte uppnått det klasslösa samhälle som utmärker kommunismen. Han menade att rättvisa är att fördela efter behov. I boken Staten och revolutionen skrev han "Av envar efter hans förmåga, åt envar efter hans behov". Han menade också att staten inte skulle behövas när kommunism nåtts, "Så länge staten finns, finns ingen frihet". Men "tills den 'högre' fasen av kommunism inträtt kräver socialisterna den strängaste kontroll.
Den inriktning som senare fick namnet Marxism-leninism bygger på vissa av Lenins grundteser. Mycket lite annat kan verkligen kopplas till honom utan tillkom istället i samband med den "stalinistiska så kallade generallinjens slutliga seger under 1930-talets första år".

#### Trotskij

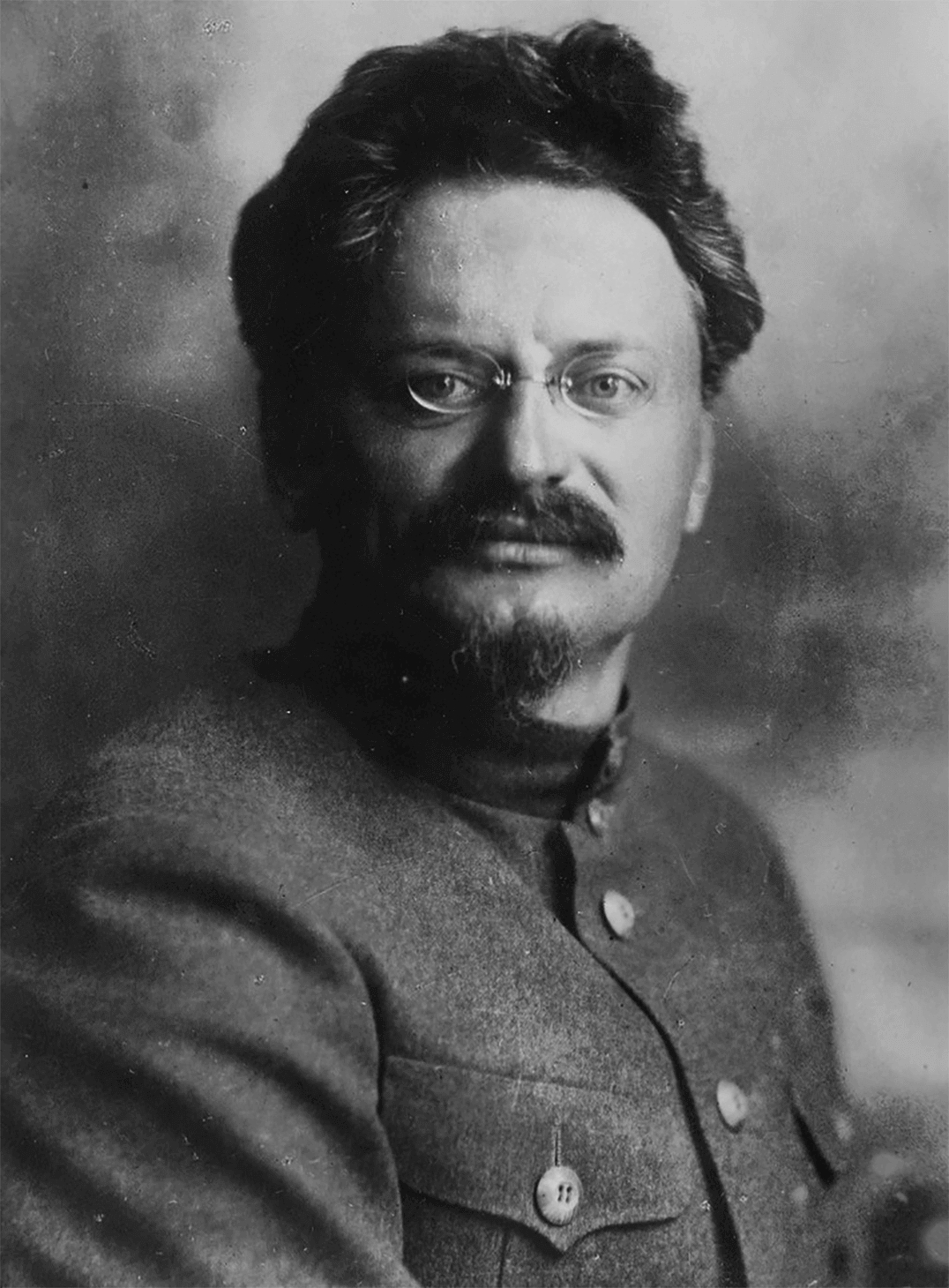
Lev Trotskij på omslaget av tidningen Prozhektor i januari 1924.

Till skillnad mot Josef Stalin, som förespråkade ”socialism i ett land” menade Trotskij att en rysk revolution skulle bidra till en dominoeffekt där revolutioner skulle äga rum i det industrialiserade väst. Ländernas  ekonomiska bistånd skulle därefter bidra till att stärka den ryska revolutionen. På det sättet skulle spridningen av socialismen bli global.
Trotskij stöttade inledningsvis principen om att förbjuda oppositionspartier och hade varit med och slagit ner uppror mot dem som kräver mer demokrati. Men under mitten av 1920-talet ställde han högre krav på arbetardemokratin och ansåg att byråkratiseringen av det politiska livet behövde vara mildare än dåtidens byråkrati under Stalin. Han menade att det behövdes en politisk revolution i Sovjetunionen men det kollektiva ägandet, liksom kontrollen, över produktionsmedlen och planekonomi skulle behållas intakt. I en senare bok, Den förrådda revolutionen, efterlyste han fria val, kritikfrihet och pressfrihet. De tillåtna partierna skulle dock vara tvingade att inte återställa kapitalismen. Under övergången till ett socialistiskt samhälle förespråkade Trotskij en fri marknad i kombination med planekonomi. Han menade att det annars skulle vara svårt att veta värdet på en vara eller tjänst då "ekonomiska räkenskaper är omöjliga utan marknadsrelationer".

#### Mao
Maos politiska teorier (maoismen) bygger på det som kallas marxism-leninism men framhåller bondeklassens betydelse för revolutionen. Enligt Mao behövdes en demokratisk diktatur utövad av "arbetarklassen och hela det folk den leder", för att undertrycka de reaktionära klasserna som motsätter sig det socialistiska uppbyggnadsarbetet, lösa motsättningar inom samhället och skydda landet mot yttre fiender. Därtill menade han att folket skulle åtnjuta yttrandefrihet, pressfrihet, församlingsfrihet, religionsfrihet med mera, men bara om det var i "massornas intressen".

#### Andra teoretiker
Paul Cockshott och Allin Cottrell hör till senare socialistiska teoretiker och gav 1993 ut boken Towards a new socialism (Svensk version 2002 Planhushållning och direktdemokrati). De förespråkar en socialism som bygger på radikal demokrati och effektiv planhushållning och menar att den socialism som genomfördes under den sovjetiska eran var misslyckad och att socialdemokratin alltför mycket bygger på kapitalism. Cockshott och Cottrell menar att äganderätt inte ska sträcka sig längre än till huset man bor i. Kringliggande mark och naturresurser ska ägas av staten men brukas av invånarna. Varje jordlott som invånaren brukar ska denne betala jordskatt på.
Den svensk-amerikanske filosofiprofessorn Martin Hägglund argumenterar i sin uppmärksammade bok Vårt enda liv (2020) för det han kallar demokratisk socialism, vars utgångspunkt skulle vara att värde och rikedom mäts i termer av socialt tillgänglig fri tid som individer och kollektiv själva förfogar över. Han hänvisar till bland andra Friedrich Hegel, Karl Marx och Martin Luther King Jr. och förespråkar gemensamt ägande av produktionsmedlen, produktion som inte styrs av profit och gemensamma beslut om vad som ska produceras och hur detta ska ske.

### Stater som är eller har varit uttalat socialistiska
Den första uttalat socialistiska staten var Sovjetunionen, som bildades efter den ryska revolutionen 1917. Andra världskriget ledde till att en rad länder i Östeuropa kom under sovjetisk dominans och leddes av kommunistpartier med stark knytning till ledningen i Moskva. Under 1900-talet upprättades också en rad socialistiska stater genom inhemsk revolution eller i samband med frigörelse från kolonialmakter. 1989 skedde revolter i de sovjetdominerade länderna, och Berlinmurens fall blev en symbolisk vändpunkt för slutet på den sovjetiska dominansen i området. Sovjetunionen upplöstes 1991.
Innan det sovjetdominerade blockets avgörande kollaps styrdes 23 länder av regimer som kallade sig socialistiska. Detta innebar att 1,5 miljarder människor, omkring var tredje person i världen, bodde i ett socialistiskt land.
Vissa stater i Afrika och Asien kallas socialistiska eller använder ordet socialism för att hänvisa till ideal och samhällsstrukturer som inte utgår från Marx teorier om klasser och klasskamp.

#### Europa
Sovjetunionen bildades 1922 genom sammanslagning av fyra rådsrepubliker varav den största var Ryska SFSR som bildats efter ryska revolutionen 1917. Området motsvarade ungefär det tidigare Tsarryssland. Sovjetunionens första ledare var Vladimir Lenin, som dog 1924. Staten organiserades genom arbetarråd (ry: sovjet) på flera nivåer, men den verkliga makten låg hos Sovjetunionens kommunistiska parti. 1991 upplöstes Sovjetunionen och delstaterna blev självständiga stater som i de flesta fall inte längre kallade sig socialistiska.
Östtyskland (Tyska demokratiska republiken, DDR) bildades 1949 av det som varit den sovjetiska ockupationszonen i Tyskland efter andra världskriget. Landet betecknades sig som marxist-leninistiskt och var mycket nära knutet till Sovjetunionen. 1990 återförenades Öst- och Västtyskland och den östtyska staten upphörde.
Polen ingick från krigsslutet 1945 i den sovjetiska intressesfären. Efter en period av inbördes strider utropades 1947 en kommunistisk folkrepublik under stark sovjetisk dominans. 1989 frigjorde sig Polen från det försvagade Sovjetunionen och övergav det kommunistiska styret.  
Tjeckoslovakien ingick från krigsslutet 1945 i den sovjetiska intressesfären. Det inhemska kommunistparitet var sedan tidigare starkt och ledde inledningsvis en demokratiskt vald koalitionsregering. 1948 tog kommunistpartiet hela makten genom en kupp. 1968 inledde partiets generalsekreterare Alexander Dubcek ett reformarbete i riktning mot flerpartisystem och marknadsekonomi (Pragvåren), men försöken krossades genom invasion från Sovjetunionen och övriga Warszawapakten. Tjeckoslovaken förblev sedan en kommunistiskt styrd enpartistat till slutet av 1989.
Ungern ingick från krigsslutet 1945 i den sovjetiska intressesfären och under de kommande åren skedde med hot och terror en omvandling till sovjetisk lydstat. 1949 utropades Ungen till folkrepublik styrd av kommunistpartiet. 1956 skedde ett uppror mot sovjetdominansen och för en politisk och ekonomisk liberalisering (Ungernrevolten) men det slogs ned av sovjetisk militär och landet förblev en sovjetdominerad folkrepublik till 1989.
Rumänien blev 1947 en folkrepublik med kommunistpartiet som enda parti. Detta skedde genom starkt sovjetiskt inflytande, men från 1961 inleddes en utrikespolitik som var förhållandevis självständig från Sovjetunionen. Kommunistpartiet och dess ledare Nicolae Ceausescu störtades efter folkliga protester 1989.
Bulgarien var en folkrepublik 1946–1989. I andra världskrigets slutskede besegrades den tyskvänliga regimen av en motståndsfront tillsammans med sovjetiska trupper, som avväpnade de tyska trupperna i landet. Landet var sedan nära knutet till Sovjetunionen fram till hösten 1989.
Albanien var under andra världskrigets slutsked ockuperat av tyska trupper, som hösten 1944 drevs ut av en partisanarmé ledd av kommunisten Enver Hoxha. 1946 utropades landet till folkrepublik, styrd av Albanska arbetarpartiet med stöd av militären. Inledningsvis hade regimen starka band med Sovjetunionen men allierade sig kring 1960 i stället med Kina. 1978 upphörde det kinesiska biståndet och Albanien blev nästan totalt isolerat tills 1991 då regimen avgick efter omfattande protester och det hölls fria val.
Jugoslavien var en socialistisk förbundsrepublik 1944–1991. En kommunistledd partisanrörelse besegrade de tyskstödda lydregimerna i Kroatien och Serbien med mål att skapa ett enat Jugoslavien. Detta gjordes med stöd av de allierade. Under ledning av partisanledaren Tito  införde man en egen typ av socialism med självförvaltande företag och förde en utrikespolitik som inte underordnades sovjetiska maktintressen. Efter Titos död 1980 försämrades ekonomin och landet skakades av nationalistiska konflikter. 1991 upphörde folkrepubliken Jugoslavien och delades i flera stater.
Portugals konstitution innehåller en mening om att öppna en väg mot ett socialistiskt samhälle och "nejlikerevolutionen"  1974 hade till stor del socialistiska förtecken. Sedan dess har såväl politiken som de flesta politiska partier rört sig åt höger.

#### Asien
Kina utropades till folkrepublik år 1949 efter ett inbördeskrig. Landet blev en enpartistat under ledning av Kinas kommunistiska parti, som fram till 1976 leddes av Mao Zedong. Inledningsvis var landet nära knutet till Sovjetunionen, ett samarbete som försvagades gradvis och ledde till en brytning år 1960. Kinas konstitution anger att dess officiella politiska teori är "socialism med kinesiska särdrag", från 2017 med tillägget "för en ny era", vilket innebär en kapitalistisk marknadsekonomi i en stat styrd av kommunistpartiet.
Nordkorea (Demokratiska folkrepubliken Korea) skapades med sovjetisk hjälp 1948. Enligt sin konstitution är landet en soclalistisk folkrepublik med kommunistpartiet (Koreanska arbetarpartiet) som ledande kraft. Konstitutionen säger också sedan 1972 att den ledande politiska teorin är den version av marxism-leninism som kallas juche.  I praktiken styrs landet diktatoriskt av sin högste ledare, där den förste var Kim Il Sung och den nuvarande (från 2011) hans sonson Kim Jong-un.
Efter ett folkligt uppror i den tidigare franska kolonin Vietnam bildades 1945 en kommunistledd stat (Demokratiska republiken Vietnam). Efter fortsatt krig delades landet 1954 det kommuniststyrda Nordvietnan med stöd av Kina och Sovjetunionen, och Sydvietnam med allt starkare stöd från USA. Efter Vietnamkrigets slut förenades Nord- och Sydvietnam 1976 till Socialistiska republiken Vietnam. Kommunistpartiet är enligt konstitutionen den ledande kraften i samhället och oppositionspartier är inte tillåtna. Ekonomiskt påbörjades 1986 en "renoveringspolitik" som innebar en gradvis övergång från centralt planerad ekonomi till ökade möjligheter till privat företagande.
I Kambodja tog Pol Pots kommunistiska parti, Röda khmererna, makten 1975 efter ett inbördeskrig där kommunisterna hade starkt folkligt stöd. Röda khmererna styrde landet med stöd av Kina och genomdrev en mycket hård politik mot den egna befolkningen. Regimen störtades 1979 genom en vietnamesisk invasion. Därefter grundades Folkrepubliken Kampuchea som styrdes av ett kommunistparti med stöd av Sovjetunionen och Vietnam men som aldrig erkändes internationellt. Efter fortsatt inbördeskrig föll den kommunistiska regimen och landet blev efter en stor FN-insats en konstitutionell monarki år 1993.
Mongoliet utropades till folkrepublik 1924 efter att inhemska revolutionärer i samarbete med den sovjetiska Röda armén hade besegrat de ryska styrkor som ockuperat landet. Mongoliet styrdes sedan av kommunistparitet och var nära knutet till Sovjetunionen fram till 1990, då kommunistpartiets ledning tvingades avgå efter Sovjetunionens pågående sönderfall och omfattade inhemska protester. 1992 antogs en ny författning utan namnet folkrepublik, och sedan dess har det hållits allmänna val med olika partier.
I Afghanistan tog kommunistpartiet (Afghanistans folkdemokratiska parti) makten genom en militärkupp 1978. Regimen mötte starkt motstånd och när den var på väg att störtas invaderades landet av Sovjetunionen som med militärmakt upprätthöll den kommunistledda regimen till 1989. Efter att de sovjetiska trupperna lämnat landet fortlevde regimen till 1982, då den störtades av en tillfälligt enad motståndsrörelse vars olika delar snart vände sig mot varandra i ett nytt krig.
Laos blev en folkrepublik 1975 efter att den kommunistiska rörelsen Pathet Lao besegrat den USA-stödda kungliga regimen. Händelserna i Laos var en del av den större konflikt som kallas Vietnamkriget och fram till slutet av 1980-talet var landets ekonomi och utrikespolitik nära knuten till Sovjetunionen och Vietnam. Idag är Laos fortfarande en folkrepublik men med en delvis uppluckrad socialistisk politik och närmare ekonomiska band med Thailand.
Bangladesh är enligt sin konstitution från 1972 en folkrepublik med målet att etablera ett socialistiskt samhälle. Termen socialism syftar här inte på ett statsdirigerat ekonomiskt system, utan avspeglar snarare en önskan om ekonomisk jämlikhet och social rättvisa. Något brett genomslag har denna princip dock inte fått. Statsskicket formellt  en parlamentarisk demokrati som under långa perioder har ersatts av militärstyre.
Indien är enligt sin konstitution från 1950 en socialistisk sekulär demokratisk republik. Termen "socialism" syftar här på en statlig planering som infördes av landets förste ledare Jawaharlal Nehru men som inte utgår från Marx klassbegrepp och i många avseenden skiljer sig från både europeisk socialism och den sovjetdominerade kommunismen. Styrelsesättet är parlamentariskt och sedan 1991 har regeringarna strävat efter att landet ska knytas till det globala affärslivet och privat företagande ska få ökade möjligheter.
Nepal är enligt sin konstitution från 2016 en demokratisk och socialistiskt orienterad republik. Landet har ett flerpartisystem och en president som framför allt har ceremoniella uppgifter.
Sri Lanka är enligt sin konstitution från 1978 en demokratisk och socialistisk republik. Landet styrs av en folkvald president med stark ställning och ett folkvalt parlament. I slutet av 1970-talet övergavs en socialistisk regleringsekonomi, och marknadskrafterna fick friare spelrum, en utveckling som ytterligare accentuerades under 1990-talet.

#### Latinamerika
Se även: Rosa vågen
Kubas tidigare diktator störtades genom en revolution 1959 men det dröjde till 1961 innan den nya regimen, ledd av Fidel Casto, blev uttalat socialistisk och kommunistpartiet blev enda tillåtna parti.  Landet är enligt sin författning en socialistisk stat, ledd av kommunistpartiet. Beslut fattas av lokala, regionala och centrala folkförsamlingar vars medlemmar inte behöver tillhöra kommunistpartiet utan väljs utifrån listor upprättade av de kvartersråd som finns i hela landet.
Nicaraguas konstitution från 1987, reviderad 2014, hänvisar till "kristna värden, socialistiska ideal och en praktik byggd på solidaritet, demokrati och humanism".

#### Afrika
Det som kallas afrikansk socialism skiljer sig i flera avseenden från de varianter av socialism som utgår från Marx och bygger på teorier om klasser och klasskamp. Afrikansk socialism är eklektisk och pragmatisk och utgår inte från någon etablerad teoretisk grund. Den trycker på afrikansk identitet, ekonomisk utveckling, skapandet av samhällsklasser samt social kontroll. Olika varianter av afrikansk socialim kom att tillämpas av en lång rad afrikanska ledare efter avkolonaliseringen under 1950- och 60-talen, som ett försök att hitta en tredje väg mellan den västliga kapitalismen och Sovjetunionens kommunism. Bland dess förespråkare hittas exempelvis Léopold Senghor och Mamadou Dia i Senegal, Sékou Touré i Guinea, Kwame Nkrumah i Ghana, Tom Mboya i Kenya och Julius Nyerere i Tanzania. Liksom i andra världsdelar har det dessutom även i Afrika funnits stater som åberopat sig på någon typ av marxism.
Etiopien. 1974 tog militären över makten och upprättade en marxism-leninistisk regim. Bland annat nationaliserades jorden, reformer i socialistisk riktning infördes och monarkin avskaffades. Därtill organiserades bonde- och stadsdelsföreningar för lokal självstyrelse. Ledaren för militärjuntan, överste Mengistu, drev kampanjen Röd terror, i syfte att avskräcka meningsmotståndare. Tusentals dödades under den kampanjen. Efter inbördeskrig och svårigheterna att hitta lösningar på politiska problem, och att Sovjetunionen slutade ge landet ekonomiskt stöd, lämnade president Mengistu Etiopien våren 1991. Därmed var den socialistiska eran slut.
Somalia. Under Siad Barres militärregim 1969–1991 drevs det som Barres kallade vetenskaplig socialism, med element från både marxism och islam. Detta innebar bland annat att banker, försäkringsbolag, oljebolag och stora industriföretag förstatligades. Regimen var mycket totalitär och hade starka band till Sovjetunionen. Efter en lång period av krig med Etiopien och inbördeskrig störtades Siad Barres regim 1991.
Burkina Faso styrdes efter en militärkupp 1983 av ett revolutionsråd bestående av både civil och militärer. Dess ledare var marxisten Thomas Sankara. Han kallas ofta "Afrikas Che Guevara" och under hans ledning påbörjades ett ambitiöst program för samhällsomvandling. 1987 störtades revolutionsrådet i en ny militärkupp, Sankara avrättades och det socialistiska experimentet avslutades.
Guinea-Bissau styrdes 1974–1980 av Partido Africano da Independência da Guiné e Cabo Verde (PAIGC) som lett kampen för frigörelse från kolonialmakten Portugal och drev en politik som brukar betecknas som socialistisk. Efter en statskupp 1980 infördes stegvis en mer marknadsinriktad ekonomi och flerpartival.
Övriga: Algeriet, Benin, Eritrea, Guyana, Kongo, Libyen, Madagaskar, Tanzania, Tunisien, Zimbabwe.

### Politik i stater som kallas socialistiska
Bland de stater som är eller har varit uttalat socialistiska finns olika modeller för landets styrelse och olika sätt att organisera samhället.

#### Styre
Flertalet uttalade socialistiska stater har över tid styrts av diktaturer. 
Kina utropades till folkrepublik år 1949. Landet blev en enpartistat under ledning av Kinas kommunistiska parti, som fram till 1976 leddes av Mao Zedong. Hans politiska teorier (maoismen) bygger på det som kallas marxism-leninism men framhåller bondeklassens betydelse för revolutionen.
Kuba är enligt sin författning  en socialistisk stat, ledd av kommunistpartiet. Under 1950- och 60-talen tenderade Fidel Castros regim att följa den marxistisk-leninistiska vägen. Dock avvek hans idéer allt eftersom tiden gick och i synnerhet efter Sovjetunionens kollaps 1991. Vissa beslut på Kuba fattas av lokala, regionala och centrala folkförsamlingar vars medlemmar inte behöver tillhöra kommunistpartiet utan väljs utifrån listor upprättade av de kvartersråd som finns i hela landet.
Demokratiska folkrepubliken Korea (Nordkorea) skapades 1948. Enligt sin konstitution är landet en socialistisk folkrepublik. Konstitutionen från 1972 anger att den ledande politiska teorin är den version av marxism-leninism som kallas juche. I praktiken styrs landet diktatoriskt av sin högste ledare Kim Jong-un.
Siad Barres "islamska socialism" i Somalia innebar att banker, försäkringsbolag, oljebolag och stora industriföretag förstatligades. Dessutom etablerades statliga företag, gårdar och handelsbolag och det organiserades statligt kontrollerade kooperativ. Stora ansträngningar gjordes för att bryta klansystemet och minska klanhövdingarnas makt.

#### Resursfördelning
Under Sovjetunionens socialistiska styre skedde den ekonomiska planeringen i noggranna intervaller om fem år. De varor och tjänster som producerades var inte i närheten av matcha de som producerades i västländerna. Efter att Sovjetunionen föll klarade sig ett flertal socialistiska stater i Latinamerika och Asien. Dessa har till stor del övergått från planekonomi, men behållit ett socialistiskt styre.
Kuba hade planekonomi fram till 2019 och statsmonopol på all näringsverksamhet. Efter en författningsändring 2019 äger staten fortsatt de strategiska produktionsmedlen men privat ägarskap är möjligt som komplement.
Den kinesiska konstitution anger att dess officiella politiska teori är "socialism med kinesiska särdrag", från 2017 med tillägget "för en ny era", vilket innebär en kapitalistisk marknadsekonomi i en stat styrd av kommunistpartiet.
Under Pol Pots och Röda khmerernas kommunistiska styre i Kambodja rådde planekonomi där utveckling planerades i intervaller om fyra år.

#### Handel
Under Röda khmerernas  kommunistiska styre i Kambodja avskaffades pengar som betalningsmedel. På Kuba finansieras exempelvis sjukvård och dylikt i huvudsak av staten men fortsatt finns en valuta i landet som används vid handel.
Efter Vietnamkrigets slut förenades Nord- och Sydvietnam 1976 till Socialistiska republiken Vietnam. Två år senare, 1978, förbjöds all privat handel när styret strävade efter en socialisering av ekonomin. År 1986 påbörjades en "renoveringspolitik" som innebar en gradvis övergång från centralt planerad ekonomi till ökade möjligheter till privat företagande.

#### Religion, utbildning och kultur
Under Pots styre i Kambodja innebar kommunismen bland annat att religion avskaffades och att alla skulle arbeta på åkrarna i likadana kläder.
Under Siad Barres militärregim i Somalia 1969 till början av 1980-talet drevs det som Barre kallade vetenskaplig socialism med element från både marxism och islam. Skolsystemet byggdes ut, allt fler flickor gick till skolan och det etableras för första gången ett skriftsystem för somaliskan.
Kubas konstitution som antogs 1976 garanterade religionsfrihet, dock med begränsningar. Det är dock inte känt att den största religionen, Santería, ålades några begränsningar. Den senare konstitutionen, från 1992, gav större friheter för katoliker och skyddade från religiös diskriminering.

#### Privategendom
| ”                                                                                | Så snart du tillåter privat ägande kommer en person ha lite mer, en annan lite mindre, och då är de inte längre jämlika. Men om du inte äger något – han har noll och du har noll – då är det sann jämlikhet | „ |
| – Khieu Samphan, blivande statschef i Kambodja, Fröberg Idling, P. (2022) s. 126 | |   |

Privategendom har inte sällan setts som ett hinder för att realisera en effektivare samhällelig ordning i stater som kallat sig socialistiska, där de istället vanligen tilldelats "kollektivt" ägande genom staten.[källa behövs]
I Nordvietnam genomfördes en nationalisering av jordbruket under 1950-talet. Efter att Sydvietnam och Nordvietnam slogs samman exproprierades privategendomen även i söder. Dock undantogs en del privata småindustrier som fortfarande levde kvar. År 1979 började en del av de kollektiva jordbruket läggas ut på kontrakt.